# Fidschi (Sprache)

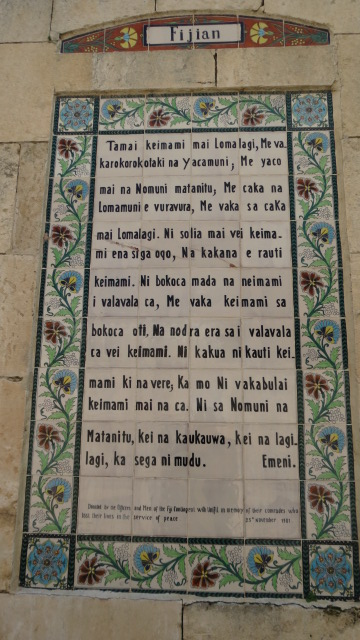
Das Vaterunser auf Fidschianisch in der Paternosterkirche von Jerusalem

Fidschi (auch Fiji geschrieben) oder Fidschianisch (Selbstbezeichnung Na Vosa Vakaviti, nach der Verfassung von 2013 auch iTaukei) gehört zur malayo-polynesischen Sprachfamilie, einer Untergruppe der austronesischen Sprachen, die über den gesamten Pazifikraum verbreitet sind. Innerhalb dieser Sprachgruppe ist Fidschi enger mit den polynesischen Sprachen und einigen auf den Salomonen gesprochenen Sprachen verwandt.
340.000 Menschen sprechen Fidschi als Muttersprache, etwas weniger als die Hälfte der Bevölkerung Fidschis, es wird aber von etwa 320.000 als Zweitsprache benutzt. Die Verfassung von 1997 legte Fidschi zusammen mit Englisch und Hindustani (Fidschi-Hindi) als Amtssprache Fidschis fest. Es gibt Diskussionen darüber, Fidschianisch als „Nationalsprache“ einzuführen, wobei Englisch und Hindustani aber weiterhin Amtssprachen bleiben sollen.
Zu unterscheiden ist (Ost-)Fidschi(anisch) einschließlich der auf dem Dialekt von Bau basierenden Standardsprache von West-Fidschi(anisch) (ISO-639-3-Code [wyy]), an das sich die rotumanische Sprache anschließt.

## Schreibung und Aussprache
Das lateinschriftliche Alphabet umfasst folgende Buchstaben:
```
A B C D E F G (H) I J K L M N O P Q R S T U V W Y
a b c d e f g (h) i j k l m n o p q r s t u v w y
```

| - a = [a] - b = [ᵐb] - c = [ð] - d = [ⁿd] (di = [ⁿdʒi]); (dr = [ⁿᵈ̠r̠]) - e = [ɛ] ~ [e] - f = [f] - g = [ŋ] - (h = [h] ~ [x]) - i = [i] - j = [tʃ] ~ [ndʒ] - k = [k] - l = [l] | - m = [m] - n = [n] - o = [ɔ] ~ [o] - p = [p] - q = [ᵑɡ] - r = [r] - s = [s] - t = [t] (ti = [tʃi]) - u = [u] - v = [β] - w = [ɰ] - y = [j] oder stumm |

Das heißt z. B., die zum Staat Fidschi gehörende Insel Beqa wird korrekt „Mbengga“ (ˈmbeŋga) ausgesprochen.
Unterschiedliche Vokalquantitäten werden in der Schrift nicht kenntlich gemacht, können aber bedeutungsunterscheidend sein; Beispiel:
mama [ˈmama] Ring, kauen
mama [maˈmaː] es kauen (mit Objekt)
mama [maːˈmaː] leicht (im Gewicht)
In Materialien für Lernende werden lange Vokale häufig durch Längestriche markiert, wie: mama, mamā, māmā. Diese werden in sonstigen Kontexten sehr selten verwendet.

## Sprachbeispiele

### Beispiele aus dem Grundwortschatz
(nī sā) bula = hallo (wörtlich: (Sie) leben)
io = ja
lailai = klein
levu = groß, dick; viel(e)
(nī sā) moce (mada) = gute Nacht, tschüss (wörtlich: (Sie) schlaf(en) (bitte) ein)
sega = nein
vale = Haus
vale lailai = Toilette (wörtlich: kleines Haus)
vinaka = danke (wörtlich: gut)
vinaka (sara) vakalevu = vielen Dank
sā tiko na = gibt es
au ... mada = ich möchte
kerekere = Bitte

### Zahlen
eins = dua
zwei = rua
drei = tolu
vier = vā
fünf = lima
sechs = ono
sieben = vitu
acht = walu
neun = ciwa
zehn = tini

## Grammatik

### Wortstellung im Satz
Die Wortstellung des Fidschi ist relativ frei, wird aber meist als hauptsächlich Verb-Objekt-Subjekt klassifiziert; diese Reihenfolge kann abgewandelt werden, indem wahlweise Subjekt und/oder Objekt auch noch nach vorne gestellt werden können.
Am Satzanfang in den folgenden Beispielen findet sich vor dem Verb eine Markierung mit Personalformen sowie auch Tempus- bzw. Aspektmarkierungen. Diese Elemente werden in der Fachliteratur als analog zu Verbformen angesehen, das eigentliche Subjekt folgt am Satzende, kann dort aber auch entfallen. Daher ist der Wortstellungstyp tatsächlich V-O-S. Ein pronominales Subjekt am Satzende wird nur gesetzt, wenn es betont werden soll (vgl. Pro-Drop-Sprache).
Beispiel: (Abkürzungen: 1.sg.Subj. = 1. Person Singular des Subjekts als Kongruenzform, PRÄT = Präteritum, ART = Artikel)
| au         | ā    | kabata     | na  | vūniniu    | (o   | yau) |
| 1.sg.Subj. | PRÄT | erklettern | ART | Kokospalme | (ART | ich) |
‚Ich kletterte auf die Kokospalme.‘

### Adjektive
Adjektive, die ein Bedürfnis darstellen, werden mit via + Tätigkeit gebildet:
viakana  wollen-essen = hungrig
viagunu  wollen-trinken = durstig
viamoce wollen-schlafen = müde

### Sein und haben
Im Fidschianischen gibt es kein Verb für sein und haben.
Beispiel:
Au yabaki tolusagavulu
Ich Jahr   dreißig

### Hier und dort
Für hier & dort kennt man im Fidschianischen drei Varianten:
ke:  hier, in Sprechernähe
keri: dort, in Angesprochenennähe
kea: in der Ferne

### Das Wortjetzt/sa
Wenn es sich um einen momentanen Zustand handelt, der sich verändern kann, verwendet man das Wort sa, zu Deutsch jetzt.
Beispiel:
Au sa viakana
ich jetzt wollen-essen
Ich bin hungrig